# River Itchen (Warwickshire)
Der River Itchen ist ein Fluss im Osten von Warwickshire in England. Er entspringt bei Wormleighton und verläuft über 28,7 km (18 mi) in der Hauptrichtung von Süden nach Norden.

## Verlauf
Der River Itchen entspringt bei Wormleighton und verläuft dann in einem breiten Tal nordöstlich einer Anhöhe mit Ironstone, die die Grenze zwischen Warwickshire und Northamptonshire bilden. Bald nach seiner Entstehung passiert er den Oxford Canal. Der junge Fluss wird von mehreren kleinen Bächen verstärkt und fließt mit mehreren Schlaufen um das Dorf Bishop’s Itchington, dem er seinen Namen leiht. Danach quert er die Trasse der ehemaligen Great Western Railway von London nach Birmingham (heute Chiltern Trains).
Eineinhalb Meilen nördlich von Bishop’s Itchington durchquert er Deppers Bridge, die dem benachbarten Weiler den Namen gibt. Eine Meile weiter unterquert er die A425 westlich von Southam. Unmittelbar nach der Brücke fließt er durch Stoneythorpe Park und passiert den Weiler Bascote. Eine Meile nördlich von Bascote überquert der Grand Union Canal das Tal des Itchen auf einem 700 m langen Damm und Aquädukt.
Der River Itchen erreicht das Dorf Long Itchington und fließt vorbei an der Kirche. Westlich des Dorfes biegt der Fluss für kurze Zeit nach Westen um und seine Mäander werden zweimal von der ehemaligen „Leamington to Rugby Line“ (Weedon line) überbrückt, die heute als Fußweg ausgebaut ist.
Der River Itchen wendet sich dann wieder nach Norden und nach 5 km erreicht er Marton, wo er in den River Leam mündet.

## Geschichte

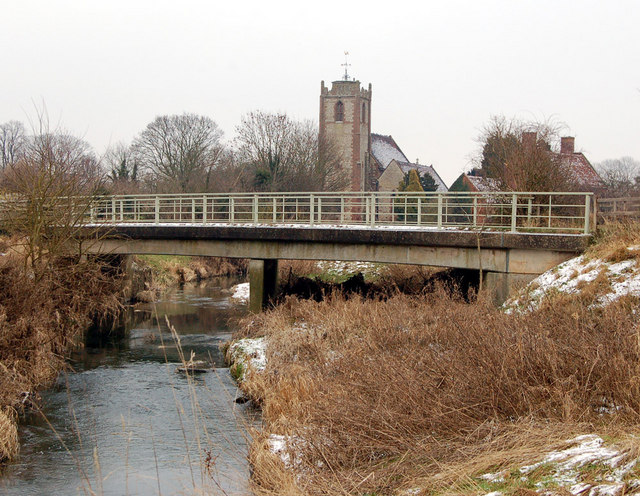
River Itchen bei Long Itchington

Der Name des Flusses stammt noch aus vor-keltischer Zeit. Die Bedeutung ist unbekannt.
2009 wurden tausende Fische vergiftet, als Chemikalien aus benachbarten Farmen in den Fluss gespült wurden. Noch im gleichen Jahr wurden 3500 Rotaugen (Roach), Hasel (dace) und Döbel (chub) wieder eingesetzt.
Ein Abschnitt des Flusses ist als Site of Special Scientific Interest geschützt, da er „eine wichtige Rolle spielt für die Entwicklung von unterbewässerten Flüssen, deren Wasserschüttung im Zusammenhang steht mit den Veränderungen in Flussaktivitäten im nacheiszeitlichen Klimawandel und den damit einhergehenden verringerten Abflussmengen.“